# الحجرين (الشاهل)

تعديل مصدري - تعديل

الحجرين هي إحدى قرى عزلة الامرور بمديرية الشاهل التابعة لمحافظة حجة، بلغ تعداد سكانها 90 نسمة حسب تعداد اليمن لعام 2004.